# Міжнародний кінофестиваль кінематографічного спадку
«Міжнаро́дний кінофестива́ль кінематографі́чного спа́дку» (фр. Rencontres internationales du cinéma de patrimoine) — кінофестиваль, що проводиться з 2006 року в містечку Вінсен (фр. Vincennes), Франція.
Мета фестивалю — показ старих відновлених, а також нових фільмів, які торкаються теми сучасної історії.
У 2009 році український кінорежисер Олесь Янчук отримав перший приз Анрі Ланглуа (європейська номінація) за фільм «Голод-33».
Україна на фестивалі 2009 року була представлена також документальною стрічкою «Жнива розпачу» (режисери С.Новицький, Ю.Луговий).